# Joint venture
Una joint venture ("impresa congiunta", ovvero "associazione temporanea di imprese") è un contratto con cui due o più imprese si accordano per collaborare al fine del raggiungimento di un determinato scopo o all’esecuzione di un progetto.
L'Organizzazione mondiale del commercio (WTO), per agevolare le società miste di medio-piccole imprese transnazionali, ha predisposto un testo di contratto tipo.

## Caratteristiche generali
Le imprese che decidono di collaborare si pongono come obiettivo la realizzazione di un progetto comune di natura industriale o commerciale e che vede l'uso sinergico di risorse apportate da ciascuna singola impresa partecipante, ma anche un'equa suddivisione dei rischi legati all'investimento stesso ovvero un'equa ripartizione delle possibili perdite o utili. 
Il ricorso a tale forma di accordo è dettato dunque dalla necessità di mettere insieme diverse competenze e capitali per la realizzazione del progetto comune di investimento.

## Tipi
Il nuovo soggetto indipendente è detto co-venturer (si parla anche di incorporated joint venture); qualora invece l'affare non dia vita ad una nuova azienda con propria personalità giuridica si parlerà di unincorporated joint venture oppure contractual joint venture. 
In una joint venture possono esserci due tipi di accordi: contrattuale e societario.
- Il primo non fa sorgere una società comune ma solo un accordo fra le parti per gestire un'iniziativa comune per poi dividerne successivamente gli utili.

- Il secondo è un contratto che si caratterizza per la disciplina dell'attività della società mista, del rapporto fra i soci e della ripartizione degli utili.

Nel caso di fallimento, le società che partecipano alla joint venture sono responsabili esclusivamente per il capitale sociale versato nella società mista e non rispondono ai creditori col loro patrimonio sul quale non può essere esercitato il diritto di rivalsa e il pignoramento. Questa limitazione di responsabilità è dal punto di vista giuridico fondamentale, ma nel mondo degli affari esiste il concetto di patrocinato (un gruppo industriale o finanziario non abbandona una consociata in cui ha avuto una posizione dominante o paritaria).
La partecipazione delle società co-venturers può essere di due tipi: orizzontale o verticale, in relazione all'oggetto della prestazione e all'attività prestata per raggiungerlo.
Si parla di integrazione o partecipazione verticale quando l'oggetto della prestazione richiede la coordinazione di attività disomogenee, diverse tra loro, seppur dirette al raggiungimento di uno scopo comune.
Si parla di integrazione o partecipazione orizzontale quando l'oggetto della prestazione viene perseguito da più imprese che svolgono attività simili, riguardanti la stessa fase della produzione, e che collaborano perché le dimensioni dell'oggetto eccedono quantitativamente la capacità della singola impresa (ad esempio la realizzazione per tratti di un'autostrada o di un oleodotto).

## Nel mondo

### Cina
Al 2014, la legge cinese faceva obbligo alle joint venture di retribuire i lavoratori al 120% del salario spettante per le sue stesse mansioni se svolte in un'impresa statale. L'orario di lavoro è fissato in 40 ore settimanali e 8 ore lavorative, prevedendo significative maggiorazioni per straordinari, festivi e notturno. Fra i vari sgravi fiscali, è previsto il dimezzamento delle imposte sul valore aggiunto per le imprese che esportino il 70% del valore della loro produzione annua, e un credito di imposta in forma di rimborso del 40% dell'imposta sui profitti reinvestiti nella propria attività produttiva o in una joint venture estera, aumentato fino al 100% per gli investimenti in imprese ad alto contenuto tecnologico operanti da almeno 5 anni nel territorio cinese.
Le equity joint-venture è una delle forme societarie più diffuse. Si tratta di società di capitali a responsabilità limitata, di diritto cinese, soggette ad un'imposta sul reddito con un'aliquota del 33%.

Proprietà e gestione sono miste: la quota sottoscritta (non necessariamente conferita o versata) in capo al soggetto straniero varia dal 25 al 99%; la direzione è affidata ad un presidente cinese con vicepresidente estero, o viceversa. La durata varia da 10 a 20 anni, rinnovabili per altri 20. 
La creazione è subordinata all'approvazione governativa. Lo Stato non ha successivamente il potere di nazionalizzare le imprese, salvo motivi di pubblica utilità in circostanze eccezionali e dietro indennizzi regolati dalla legge. Nell'ambito delle sue operazioni commerciali, una joint venture può movimentare direttamente fondi da banche straniere, essendo obbligata ad aprire un conto di deposito in valuta estera presso un istituto finanziario accreditato da un'agenzia ministeriale.

### Italia
In Italia tale tipo di contratto non è espressamente previsto e disciplinato dalla legge, ma le finalità possono essere perseguite attraverso altri tipi di aggregazione come le associazione temporanea di imprese o il gruppo europeo di interesse economico.